# Enzo Castillo
Enzo Castillo Sosa (Montevideo, 23 dicembre 2000) è un calciatore uruguaiano, difensore del Liverpool (M).

## Caratteristiche tecniche
È un terzino sinistro.

## Carriera
Cresciuto nelle giovanili del Montevideo Wanderers, ha esordito nella prima divisione uruguaiana col La Luz.
Nel 2024 si è trasferito al Cerro Largo FC, dove ha disputato più di venti partite, prima di approdare al Liverpool FC (Montevideo), con cui è attualmente in attività.